# Pedro-Mabale Fuga Afang
Pedro-Mabale Fuga Afang (ur. 1 stycznia 1954) – piłkarz z Gwinei Równikowej i trener piłkarski, sekretarz Departamentu Młodzieży i Sportu w Ministerstwie Gwinei Równikowej, sekretarz generalny Komitetu Olimpijskiego Gwinei Równikowej, profesor wychowania fizycznego w kilku centrach i college, doradca sportowy w Ministerstwie.

## Kariera piłkarska

### Kariera klubowa
Występował w kilka hiszpańskich klubach na poziomie uniwersyteckim i narodowym.

## Kariera trenerska
Pracował jako trener drużyn narodowych w piłce nożnej, koszykówce, siatkówce i lekkoatletyce.
Do 2009 prowadził narodową reprezentację Gwinei Równikowej. Również trenował kobiecą reprezentację Gwinei Równikowej.

## Kariera funkcjonariusza
W styczniu 2001 roku został wybrany sekretarzem generalnym Komitetu Olimpijskiego Gwinei Równikowej. Później został ponownie wybrany w 2005, 2009, i 2013 roku.